# Il film Pokémon - I segreti della giungla
Il film Pokémon - I segreti della giungla è un film anime giapponese del 2020 basato sul franchise multimediale Pokémon di Satoshi Tajiri e prodotto da OLM È il ventitreesimo film della serie di film Pokémon e il terzo film della serie della linea temporale alternativa, che copre l'ottava generazione. Il film ritorna al tradizionale stile artistico 2D della serie piuttosto che utilizzare l'animazione CGI utilizzata in Pokémon: Mewtwo colpisce ancora - L'evoluzione. Presenta il nuovo Pokémon misterioso di ottava generazione Zarude e un brillante Celebi. È il sequel del film Il film Pokémon - In ognuno di noi.
In Giappone, il film è uscito il 25 dicembre 2020 distribuito da Toho. La data di uscita originale del 10 luglio 2020 è stata ritardata a causa della pandemia di COVID-19 in Giappone. Il film è uscito in tutto il mondo (esclusi Giappone, Corea e Cina) su Netflix l'8 ottobre 2021.
Per un periodo di tempo limitato, se i giocatori di Pokémon Spada e Scudo avessero prenotato i biglietti per la premiere di questo film, avrebbero ricevuto il Pokémon misterioso Zarude nella sua forma "Dada" e un Celebi cromatico. A partire dal 2020 ad oggi, questo rimane il film anime Pokémon più recente e ultimo mai prodotto e rilasciato, poiché da allora The Pokémon Company non ha più pianificato nuovi film anime dei Pokémon.

## Trama
Nella Foresta di Okoya, il Pokémon misterioso Zarude trova un neonato in una culla spiaggiata sulla riva di un fiume. Incapace di lasciare il bambino da solo, Zarude lo adotta come un figlio, chiamandolo "Koko". Zarude lascia la sua tribù, che abita un Grande Albero nel profondo della giungla dove agli umani è proibito avventurarsi, per crescere Koko che cresce come un bambino selvatico.
Dieci anni dopo, Ash Ketchum e Pikachu visitano la Foresta di Okoya dalla vicina città di Milyfa. Mentre tentano di catturare un Cramorant selvatico, Ash e Pikachu incontrano una squadra di ricerca della Biotope Company, un'organizzazione scientifica che studia la giungla. Il Team Rocket, seguendoli di nascosto, cerca informazioni sulla Biotope Company e sul suo leader, il Dr. Zed, e decide di infiltrarsi nel gruppo.
Più tardi, Ash vede Koko cadere da una cascata, dopo essere stato buttato fuori da un tubo mentre dondolava su una vite, e lo recupera dall'acqua, portandolo al Centro Pokémon di Milyfa Town per le cure. Quando Koko si sveglia, si fa prendere dal panico e fugge dall'edificio, non avendo mai visto altri umani prima. Scoprendo che Koko crede di essere un Pokémon, Ash e Pikachu trascorrono del tempo con lui in città, aiutandolo a conoscere gli umani per la prima volta.
Ash, Pikachu e Koko incontrano Zarude, che è costretto ad ammettere la verità sull'eredità di Koko. Zarude li porta in un laboratorio abbandonato che ha trovato poco dopo aver adottato Koko, dove mostra loro una fotografia che ha trovato di un piccolo Koko con i suoi genitori umani. Zarude poi se ne va, tornando al Grande Albero da solo.
Scoprendo un portafoglio della Biotope Company, Ash porta Koko al loro quartier generale, dove incontrano il dottor Zed. Rivela che i genitori di Koko, Chrom e Phossa Molybdeno, erano scienziati che hanno guidato l'organizzazione nella ricerca sulle sorgenti curative, e che il vero nome di Koko è Al Molybdenum. Tuttavia, Chrom e Phossa sono stati uccisi in un incidente d'auto dieci anni fa, che si presume abbia ucciso anche Al. Zed scansiona il ciondolo di Koko e scopre dati parzialmente corrotti su di esso che rivelano un'immagine del Grande Albero. Sconvolto dalla notizia del destino dei suoi genitori, anche Koko fugge verso il Grande Albero.
Non appena raggiunge il Grande Albero, Koko scopre un chip di tracciamento piantato su di lui da Zed. Zed arriva con la sua squadra di ricerca, in cui il Team Rocket si è infiltrato, insieme a un gigantesco carro armato. Koko e Ash cercano di fermare Zed, ma lui li trattiene e li getta nel retro di uno dei suoi camion. Poi spara missili contro il Grande Albero, creando dei buchi da cui sgorga l'acqua della sorgente. Ash, Pikachu e Koko fuggono con l'aiuto involontario del Team Rocket mentre lottano con il Cramorant di prima e affrontano Zed, che soffre di un crollo psicotico e ammette che, quando Chrom e Phossa hanno scoperto la posizione del Grande Albero ma si sono rifiutati di continuare la ricerca per rispetto della tribù degli Zarude, li ha uccisi e ha rubato la loro scorta di acqua sorgiva. Prima di morire, Chrom e Phossa mandarono il piccolo Al giù per il fiume con un viaggio contenente il resto delle loro ricerche, portando Zarude a trovarlo.
Zed prende il controllo del carro armato dai suoi scagnozzi e Ash, Pikachu e Koko cercano di combatterlo senza successo. Zarude arriva con la sua tribù, dopo averli convinti ad aiutare a salvare la giungla. Porta anche un gruppo di Pokémon selvatici, che in precedenza non amavano la sua tribù a causa del loro comportamento egoistico, per aiutarlo. Zarude viene ferito nella lotta e quasi soccombe, ma Koko riesce a sfruttare il potere della giungla come se fosse un Pokémon, curandolo. Con le loro forze combinate, riescono a rompere la fonte di energia del carro armato, disabilitandola. Zed tenta di fuggire, ma viene catturato da Koko e arrestato dalla polizia con le prove trapelate dal Team Rocket, e gli umani e i Pokémon lavorano insieme per riparare il danno fatto alla giungla.
Alla fine, Koko decide di partire per esplorare il mondo umano e diventare il ponte tra umani e Pokémon, scattando insieme a sé la foto dei suoi genitori. Mentre lui e Ash lasciano la Foresta di Okoya, vedono Zarude trasformare le sorgenti curative in un geyser per mandare via Koko. Rallegrato da ciò, Koko va avanti verso il suo futuro, abbracciando la sua doppia identità di Zarude e umano. Al Grande Albero, Zarude vede un Celebi cromatico, che lo osserva ora vivere in armonia con gli altri Pokémon.

## Colonna sonora
Pokémon the Movie: Koko Music Collection (「劇場版ポケットモンスター ココ」ミュージックコレクション) è la colonna sonora ufficiale del film uscita in Giappone il 23 dicembre 2020. Il brano "Koko" è la sigla di apertura giapponese del film. L'album riguardante le canzoni del film Pokémon the Movie: Koko Theme Song Collection (「劇場版ポケットモンスター ココ」テーマソング集), venne pubblicato anche il 23 dicembre 2020.
Il film presenta 6 brani, tutti scritti da Taiiku Okazaki; questa è la prima volta che un film Pokémon ha più sigle scritte dallo stesso artista:
- The Rule Song (ft. SiM) (Insert Song)
- Koko (ft. Beverly) (sigla di apertura)
- Show Window (Insert Song)
- The Hum of The Forest (Insert Song)
- Strange and Wonderful Creatures (sigla principale)
- I'm Home and Welcome Back (sigla finale)

Il doppiaggio inglese del film utilizza invece tre sigle, "No Matter What" e "Always Safe", entrambe eseguite da Cyn, e "My New Friends", eseguita da Ben Dixon e i Sad Truth.

## Distribuzione

### Cinema
Il film è uscito il 25 dicembre 2020 in Giappone. La data di uscita originale del 10 luglio 2020 è stata ritardata a causa della pandemia di COVID-19. 

### Home media
Il film è stato rilasciato in DVD e Blu-ray in Giappone il 14 luglio 2021, in Australia l'11 maggio 2022 da Shock Entertainment e in Nord America il 18 ottobre 2022, non è mai uscito nel Regno Unito o in Irlanda.

### Streaming
Il film è uscito in tutto il mondo su Netflix l'8 ottobre 2021.

## Incassi
In Giappone, Pokémon I segreti della giungla ha incassato 2,02 miliardi di yen (18,41 milioni di dollari) a giugno 2021.  All'estero, le uscite del film nel settembre 2021 in Cina e Corea del Sud hanno incassato $ 5.045.865, per un totale mondiale di $ 23.575.865.